# Renault UE Chenillette
A Renault UE Chenillette egy könnyű lánctalpas páncélozott szállító és vontató jármű volt, melyet Franciaország gyártott 1932 és 1940 között.
1930-ban a francia gyalogság úgy határozott, hogy kifejleszt egy könnyű páncélozott járművet, amellyel kis méretű lövegeket és aknavetőket vontathat. 1931-ben a Renault cég kapta meg a megbízást a Renault UE és a hozzá kifejlesztett Renult UK utánfutó gyártására. 1937-ben több konkurens közül a továbbfejlesztett Renault UE2 járművet választották ki a sorozatgyártásra. A két típusból összesen több, mint ötezer darab készült, beleszámítva a Romániában licenc alapján gyártott mennyiséget is. Ezek a járművek az összes francia gyalogos hadosztály alapfelszerelésébe tartoztak. A francia szolgálatban lévő Renault UE járművek többsége fegyvertelen volt; a németek által 1940-ben zsákmányolt példányokat többféle célra használták, egyeseket felszereltek géppuskákkal, páncéltörő lövegekkel és rakétavetőkkel.

## Fejlesztés
1922-től a francia gyalogság céliránya az volt, hogy minél több egységét gépesítse. Anyagi okokból lehetetlen volt azonban a gyalogság teljes ellátása páncélozott szállító járművekkel; de kisebb páncélozott járművek sorozatgyártása lehetséges volt, melyeket aztán lőszer és fegyverszállításra, lövegek és aknavetők vontatására használhattak. 1930 tavaszán többféle lehetőség állt rendelkezésre, többek között egy szabványos 3,5 tonnás teherautó és a már meglévő Citroën-Kégresse féllánctalpasok. Edgar Brandt, a francia fegyvergyártó nem rendelkezett tapasztalattal a járműfejlesztésben, de összefogott a brit Vickers céggel, hogy közösen építsenek egy vontatót a Brandt Modèle 1927 aknavetőhöz, majd úgy tervezte, hogy licenc alapján fogja gyártani a brit Carden-Loyd Mark VI vontatót, így bemutatott egy kisebb és egy nagyobb járművet, mindkettőt saját utánfutóval, melyeket Nagy-Britanniából importált. 1930 július 24-én a Commission de Vincennes visszautasította a teherautót és a féllánctalpast, mert ezek túl nehéznek bizonyultak, így néhány kielégítő próba után a kisebb Vickers típusú fegyvervontatót választották. Október 7-én úgy határoztak, hogy kifejlesztenek egy hasonló járművet Type N jelölés alatt. A prototípusok megrendelése 1930 decemberében érkezett három társasághoz: Renault, Citroën és Brandt. A Renault cég azonban kijelentette, hogy nem szándékozik fizetni a licencjogokért, kivéve akkor, ha a francia állam teljesen kárpótolja őket; így a három céget egy hasonló jármű, és nem egy pontos másolat megépítésére bízták meg. A megbízásban rögzítették, hogy egy páncélozott vontatóra van szükség a hozzá való lánctalpas utánfutóval, illetve egy nehezebb utánfutóra is szükség van, amellyel egy teherautó vontathatja a járművet, amihez hozzá van kapcsolva a saját utánfutója is.
1931 nyarán a prototípusok készen álltak a próbákra. A Citroënt hat prototípus megépítésével bízták meg, amelyből három teljesen lánctalpas és három féllánctalpas típusú volt. Az első prototípus nem hasonlított sokban a Carden-Loyd vontatóra, mivel egy nagyon kicsi féllánctalpas volt, amelyre a Kégresse-típusú lánctalpat szerelték, személyzete csak a vezetőből állt, akit páncél védett, a járműből pedig kémlelőnyílásokon keresztül látott ki. A vezető a jármű bal oldalán ült, a motort az ő jobb oldalán helyezték el. A járműnek csak az elejét páncélozták le. A prototípust 1931. július 24-én mutatták be a Commission de Vincennes előtt, majd egészen július 29-ig végezték a próbákat. A bizottság megjegyezte, hogy a hűtőrendszer hibás és a vezetőfülkéből nem lehet lekapcsolni az utánfutót. Július 31-én a másik két féllánctalpast is leszállították az első két utánfutóval. A hadsereg visszautasította ezeket, mivel túlságosan sebezhetőnek bizonyultak. A Citroën nem folytatta a teljesen lánctalpas járművek fejlesztését, de az egyik féllánctalpas prototípusát átépítette a nagyobb AMR Citroën Kégresse P 28 féllánctalpas prototípusává, melyből később ötven darabot építettek.
1930. december 10-én és 17-én Brandt megkapta a megbízást hat teljes szett elkészítésére: vontató, utánfutó, vontató-szállító utánfutó. A Vickers cég tiszteletben tartásának érdekében hagyta, hogy egy vontatót és az utánfutókat Nagy-Britanniában készítsék el. Hogy megfeleljen a bizottság által előírt követelménynek, Brandt megbízta a Latil társaságot egy új típusú vontató megépítésével, mivel ő nem rendelkezett elég tapasztalattal. A Latil prototípusát 1931. augusztus 7-én mutatták be, amely már vonásaiban hasonló volt a brit típushoz, de még inkább emlékeztetett a későbbi Universal Carrier-re: teljesen lánctalpas volt, felépítménye négyszög alakú, a minél nagyobb szállítókapacitás érdekében pedig teteje nyitott volt. Mindössze a vezetőfülke és a motorház volt páncéllemezzel burkolva. Július 17-én a bizottság próbára késznek találta a prototípust.
A Renault céget is hat teljes szett megépítésével bízták meg. Az első prototípuson a teszteket 1930. április 15. és 23. között végezték. Bizonyos hiányosságokat találtak, majd ezeket orvosolták, így a prototípust június 3-án ismét próbára bocsátották. A második prototípust, amelyet gumi lánctalpakkal szereltek fel, április 28. és május 12. között tesztelték. Ezt a fajta lánctalpat túl gyengének találták. A tervezetnek a Renault UE gyári jelölést adták, amely időrendi betűs kód volt további jelentés nélkül; a kisebb utánfutó jelölése a Renault UK volt. A két láncvisszavezető görgővel készült felfüggesztést a Vickersről másolták. Renault számára az új felfüggesztés típus, amely nyilvánvaló Vickers szabadalom volt, megoldást nyújtott több problémára is, melyek a már meglévő felfüggesztés típusainál felléptek. Renault abban bízott, hogy az UE járművet könnyű harckocsivá fejlesztheti egy torony hozzáadásával, mivel a jármű páncélteste inkább harckocsira emlékeztetett, mint egy ellátó járműre.
1931 októberében a Conseil Consultatif de l'Armement, a gyalogság erős nyomására gyors döntést hozott, választásuk Renault járművére esett, melyet azonnal sorozatgyártásba helyeztek, habár a csapatpróbák még véget sem értek. December 9-én ötven darabot rendeltek a Chenillette de ravitaillement d'Infanterie Modèle 1931 R jelölésű járműből. 1932. március 26-án ötven darabot rendeltek a járműszállító utánfutóból is, melyekből az elsőt júniusban szállították. További megrendelések érkeztek, a sorozatgyártás az 1934-es év második felében indult be. A sorozatgyártott modellek a következőkben tértek el az előszériától: a jármű tetején egy vontatást jelző táblát helyeztek, új vontatóhorgot és bal oldalra egy tárolórekeszt szereltek fel. 1936. január 1-re a megrendelt mennyiség elérte a 793 darabot, júniusra pedig már az 1200 darabot, ebből 700 darabot szállítottak le júniusig, 920 darabot októberig, 976 darabot 1937. január 1-ig. 1936 decemberében a Renaultot államosították, majd az AMX társaság folytatta a gyártást, megnövelve a legyártott mennyiséget 2200 darabra, később beszállt a Berliet is, amely további 100 darabot, majd a Fouga, amely 300 darabot gyártott.

## Leírása

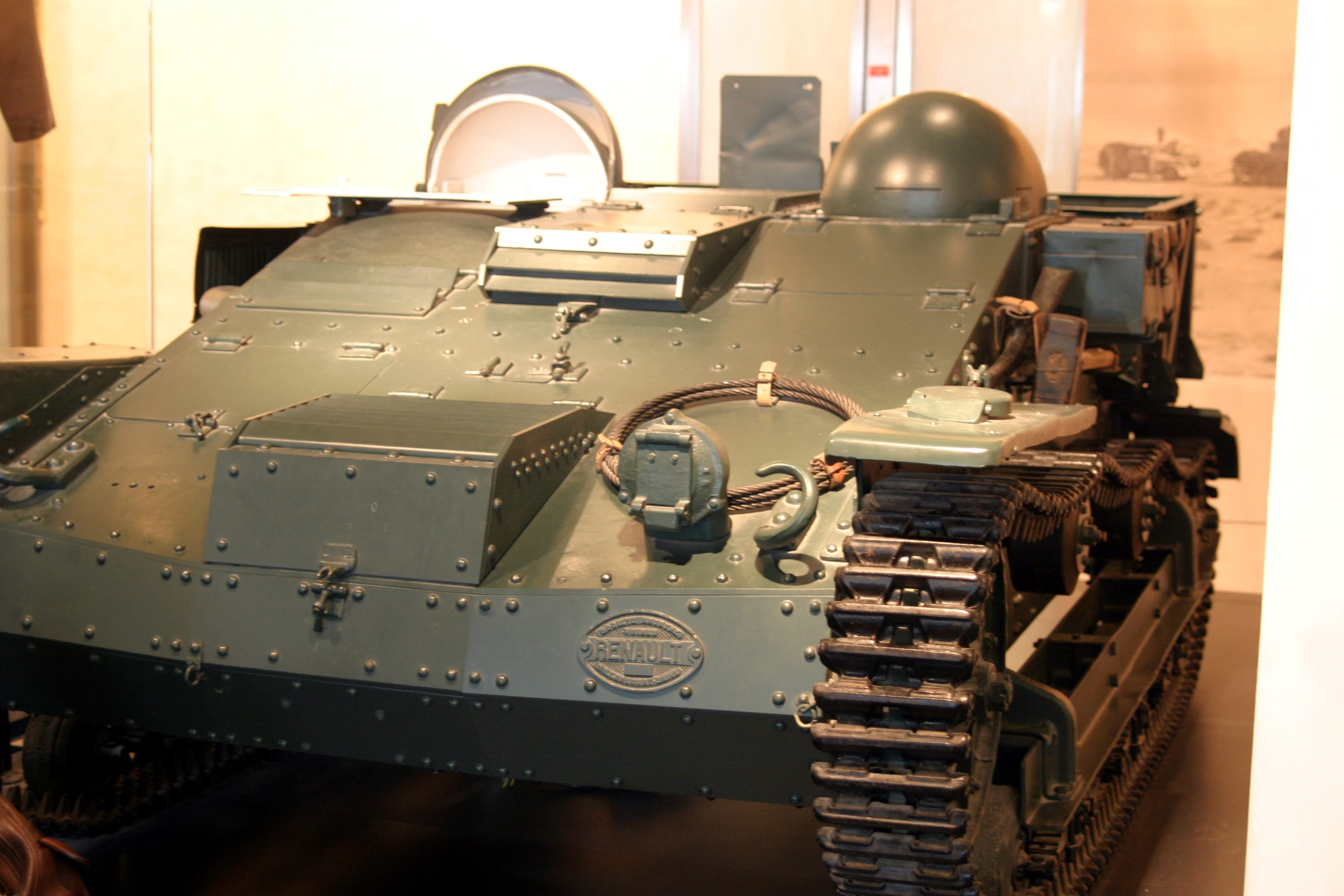
Egy Renault UE Chenillette de ravitaillement d'Infanterie Modèle 1931 R a párizsi Musée de l'Armée-ben.

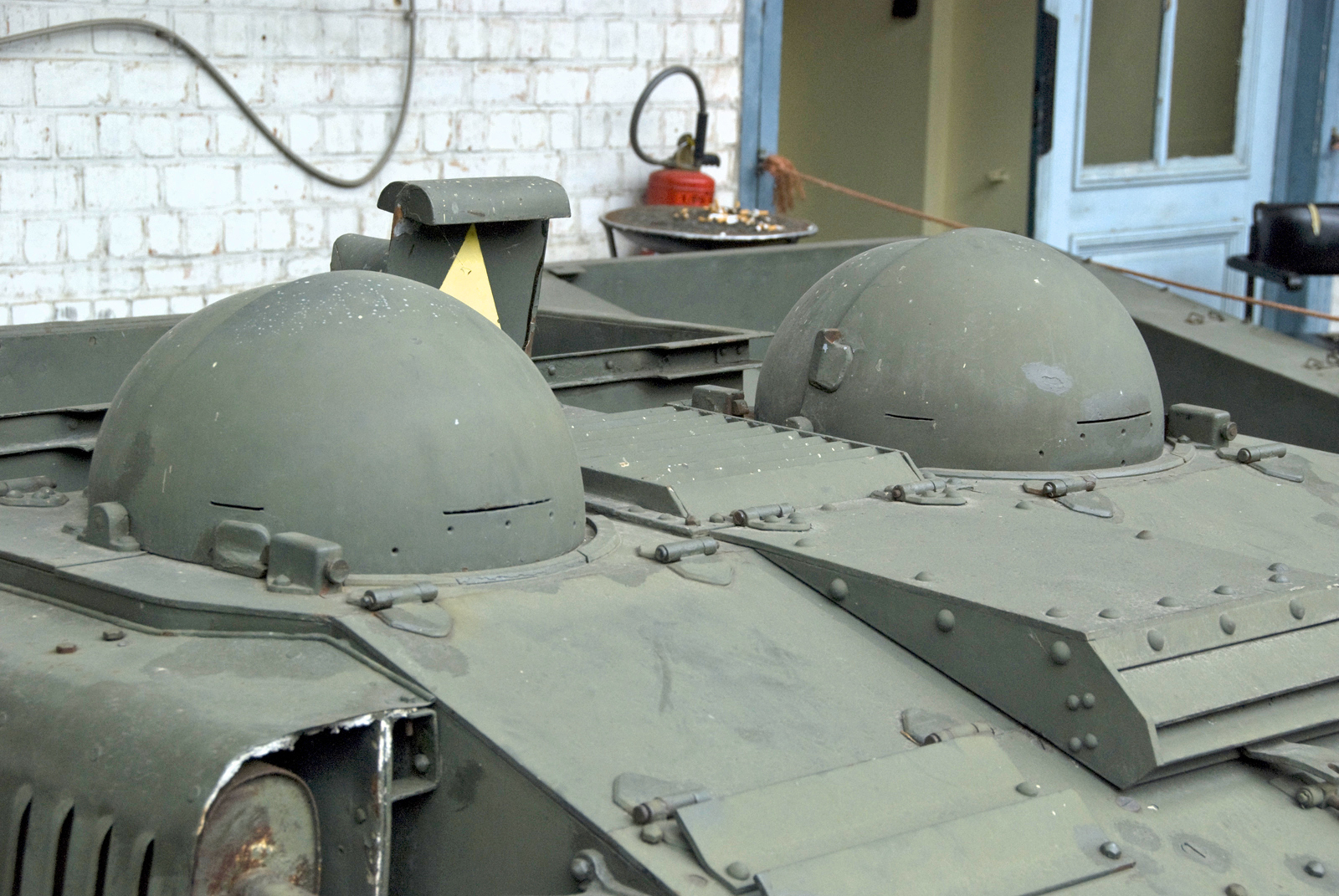
A calottes (fejvéd)

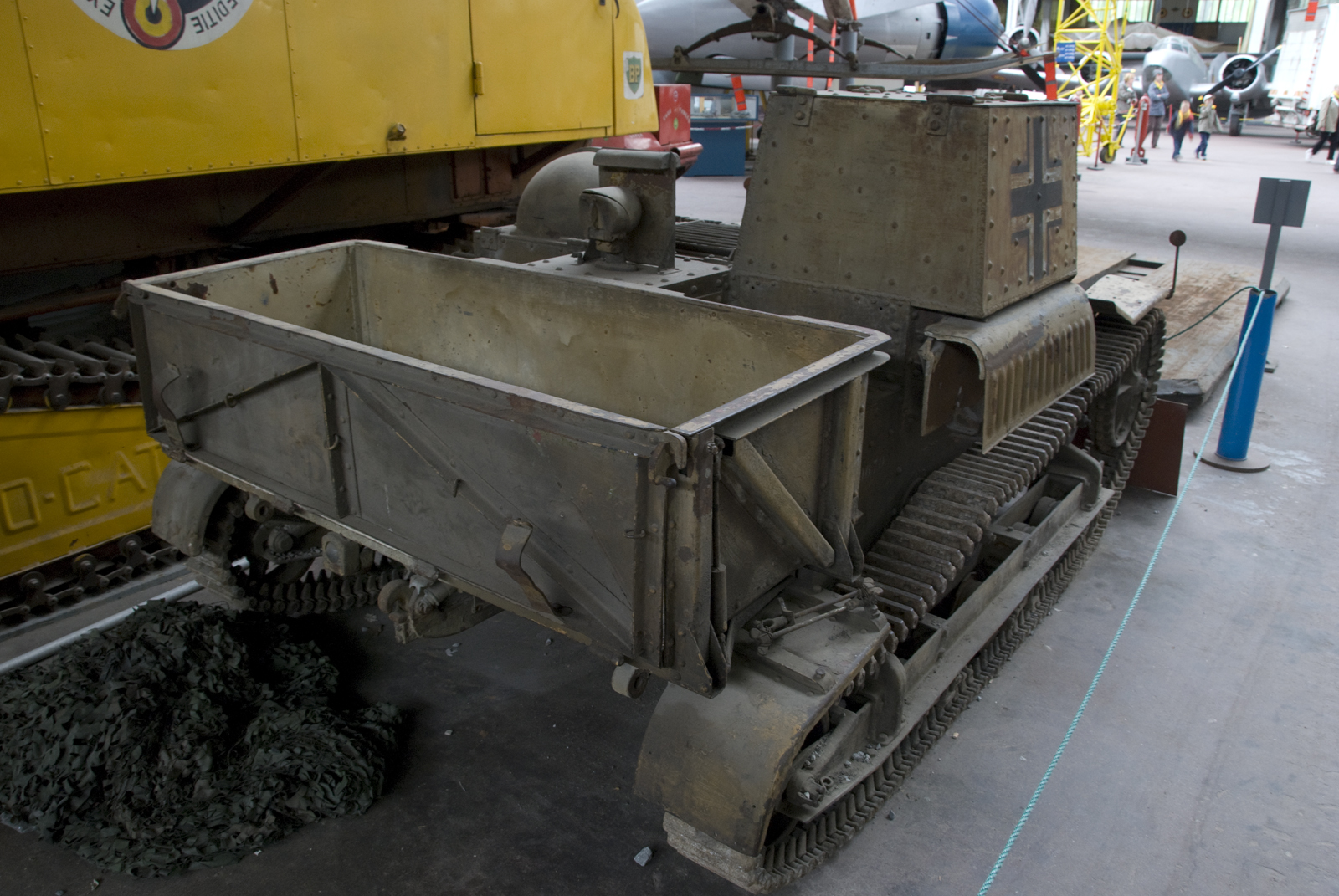
A tároló

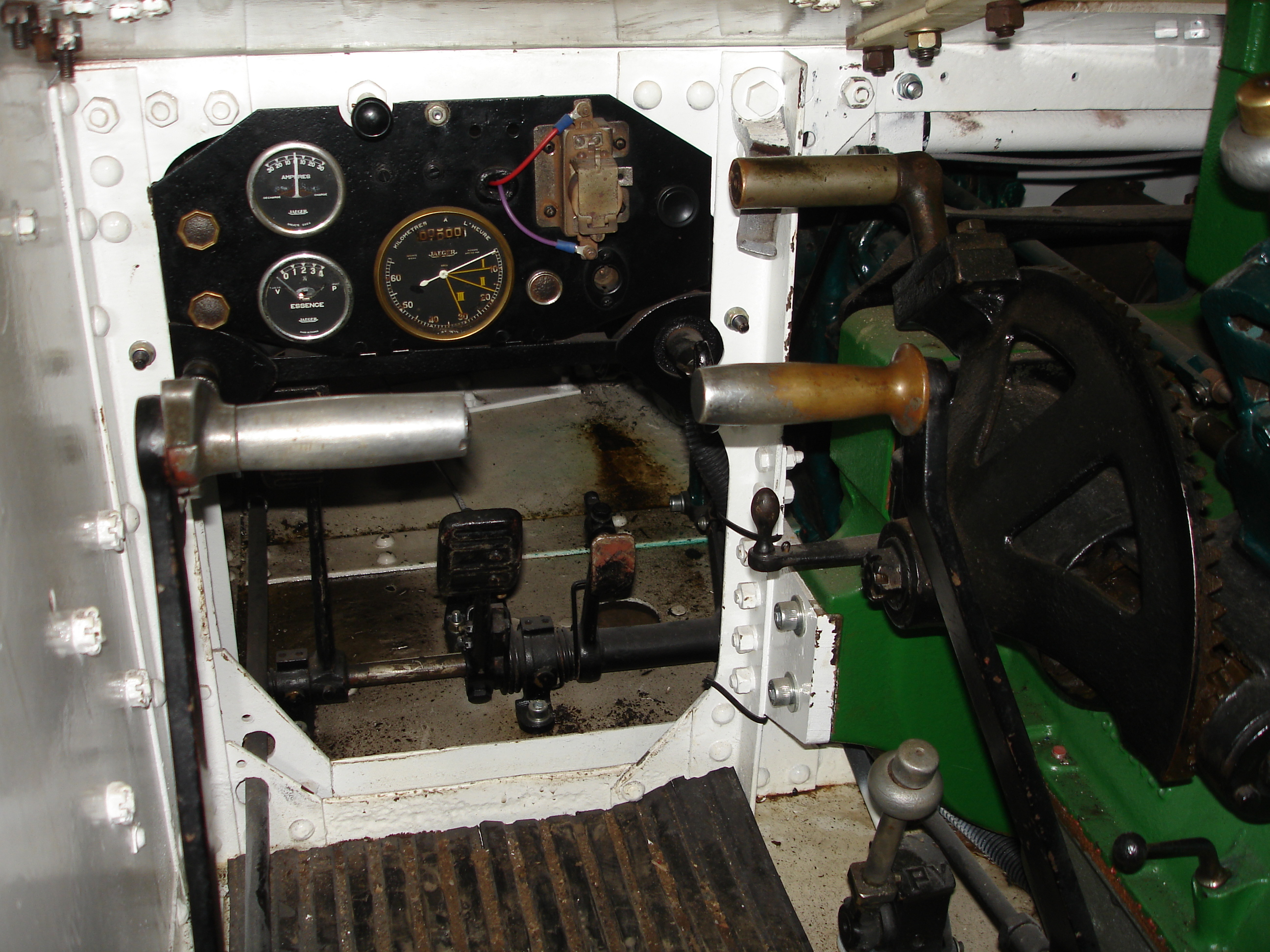
A vezető fülkéje

A Chenillette („kis méretű lánctalpas jármű”) vagy tracteur blindé („páncélozott vontató”), ahogy Renault hívta, egy igen kicsi jármű volt: mindössze 280 centiméter hosszú, 174 centiméter széles és legmagasabb pontján 125 centiméter magas volt; a tető mindössze 103 centiméter magas volt. Szállítókapacitása korlátozott. A jármű hátulján egy téglalap alakú páncélozott tárolót helyeztek el, amely 145 centiméter hosszú, 60 centiméter széles és 36 centiméter magas volt, belsejében 350 kilogrammnyi terhet helyezhettek el (kevesebbet, mint az eredetileg megjelölt 500 kilogramm); a kirakodást a tároló billentésével segítették; a tároló hátfalát le lehetett nyitni, így a szállított árut a földre csúsztathatták. A szállítmány fő részét az utánfutón vontatták, amely a brit típus közeli másolata volt, hosszúsága 145 centiméter, szélessége 110 centiméter és magassága 35 centiméter; önsúlya 775 kilogramm, szállító kapacitása nagyjából 600 kilogramm volt - leírásában csak 400 kilogrammot írnak. Műúton történő haladáskor a lánctalpakat eltávolították; oldalanként két futógörgőt helyeztek el.
A tároló képezte a jármű hátsó részét; a nagyobb elülső rész adott helyet a személyzetnek és a motornak. A négyhengeres, 38 lóerős motort középre helyezték, bal oldalán a vezető, jobb oldalán a parancsnok ült. A differenciálmű és a sebességváltó (hat előre és két hátra sebességfokozattal) a motor előtt helyezkedett el. A mechanikai alkatrészeket erősen döntött páncélzat védte, melyeket el lehetett távolítani karbantartás esetén. A személyzet mindkét tagja egy-egy búvónyílás alatt ült, melyek a ki- és beszállás egyetlen módját jelentették. Az ülések mögött található a két üzemanyagtartály, melyekben összesen 56 liter üzemanyagot szállíthattak, 100 kilométeres hatótávolságot biztosítva a járműnek. A kipufogócső a parancsnok előtt fut végig, ami jobb oldalon egy kipufogódobban végződik; a később gyártott járművekre páncélborítást is szereltek a kipufogóra; majd később ezekre hűtőnyílásokat is vágtak, mivel hajlamosak voltak túlmelegedni.
A jármű magasságának csökkentésével lehetetlenné vált a személyzet számára, hogy a tető alá húzzák a fejüket. Biztonságuk érdekében két félgömb alakú páncélozott tetőt („calottes”) szereltek a járműre. Kémlelőnyílásokat is vágtak rájuk, de a látómező növelése érdekében a tető elülső részét, mint egy sisakrostélyt hátra lehetett hajtani a hátsó rész fölé. A jármű különlegessége volt még a belső kommunikációs rendszer. Mikor a félgömb alakú tetőket, fejvédeket lezárták, a két bent ülő nem tudott egymással közvetlenül kommunikálni, mivel a motortér elválasztotta őket egymástól; sem külső, sem belső rádiós kommunikáció nem volt lehetséges, mivel nem építettek rádióberendezéseket a járművekbe. Ehelyett fehér, kék, zöld és piros lámpákat használtak, melyeket vagy folyamatosan égette, vagy villogtatta a parancsnok, így kommunikálva a vezetővel:
- Előre: folyamatos fehér fény.
- Balra: folyamatos kék fény.
- Jobbra: folyamatos zöld fény.
- Hátra: villogó fehér fény.
- Lassíts: villogó piros fény.
- Állj: folyamatos piros fény.
- Utánfutó lekapcsolása: piros és fehér fények váltakozása.
- Tároló billentése: zöld és fehér fények váltakozása.

A felfüggesztési rendszer nagyban hasonlít a Vickers típusra. A lánctalpak 184 milliméter szélesek, 131 darab láncszemből állnak oldalanként. A futómű három forgózsámolyon elhelyezett hat kicsi futógörgőből áll oldalanként, melyeket laprugók függesztenek fel. A prototípusnál egy páncéllemez védte ezt a szerkezetet, de a sorozatgyártott modelleknél már nem alkalmazták súlycsökkentés céljából, csak két meghosszabbított kereszttartót hagytak meg. Hasonlóképpen leegyszerűsítették a lánckereket is: a prototípuson egy zárt korong volt, míg a sorozatgyártotton hat kör alakú nyílást vágtak; a későbbi járműveken pedig már hatküllős kerekeket használtak. A futómű része volt oldalanként két láncvisszavezető görgő. A felfüggesztési rendszer igen gyenge és sebezhető volt. Ennek a hátránynak az enyhítésére csökkentették a maximális sebességet 30 km/h-ra, habár a jármű 2,64 tonnás súlya és a motor 38 lóerős teljesítménye nagyobb sebességet is lehetővé tett; a tesztek során 36 km/h-s sebességet értek el a járművel. Ez a sebességcsökkentés csökkentette a vontatás közbeni balesetek lehetőségét is; teljesen megrakva a közúti sebesség 25 km/h-ra, a terepsebesség 10 km/h-ra csökkent. A jármű gázlóképessége 30 centiméter, árokáthidaló képessége 120 centiméter, a fordulási kör három méter, mászóképesség 50%.
A Chenillette harcértéke páncélozott harcjárműként korlátozott volt. Francia szolgálatban a Modèle 31 nem volt fegyverzettel ellátva, habár a későbbi járműveken rögzítési pontokat helyeztek el légvédelmi géppuskák számára - ezeket a járművön kívül lehetett kezelni egy kényelmetlen guggoló pozícióból. A személyzet számára kézifegyverek használata a járműben ülve kivitelezhetetlen volt a szűk hely miatt. Fontolóra vették a jármű géppuskával való felfegyverzését, de a Direction de l'Infanterie attól tartott, hogy az UE-t emiatt hibásan könnyű harckocsiként sorolnák be a megfelelő ellátmányszállító helyett. A jármű páncélvédettsége minimális volt. A függőleges páncéllemezek vastagsága kilenc milliméter, a többi páncéllemez hat milliméter vastag, mindenhol szegecseléssel rögzített, éppen elég ahhoz, hogy a puskalövedékeket és repeszeket megállítsa.

## A Renault UE2 kifejlesztése

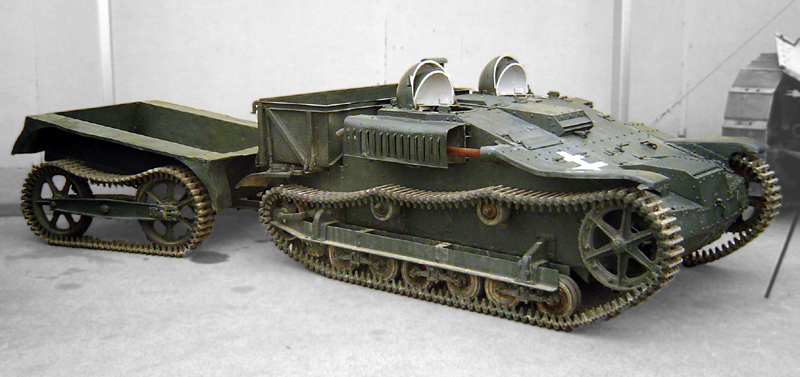
Renault UE2 a Renault UK utánfutóval a saumuri Musée des Blindés-ben

1935-től, reakcióként a német újrafegyverkezésre a francia gyalogság nagymértékű modernizációs programba kezdett. A program része volt a Chenillette Modèle 31 leváltása egy továbbfejlesztett típusra, amelynek súlya nem haladhatja meg a korábbi típus súlyát. A francia ipar nagy érdeklődést mutatott, 1937-ben öt cég mutatta be prototípusát: Lorraine, Hotchkiss, Fouga, Berliet és Renault.
A Lorraine de Dietrich, egy cég amely vonatok gyártására specializálódott, 1937. április 23-án mutatott be egy vontatót és egy utánfutót a Commission de Vincennes-nek. A prototípust április 28 és június 10 között tesztelték. Habár négy tonnával nehezebb volt a kiírtnál, a típust július 8-án jóváhagyta a bizottság, a tesztelési időt pedig augusztus 23-ig kitolták. A Modèle 31-el összehasonlítva a Lorraine chenillette sokkal jobban megfelel ellátmányt szállító járműnek, nagyobb mérete nagyobb szállítási kapacitást biztosít, kényelmesebb a személyzet számára, nagyobb a hatótávolsága, az oldalankénti két forgózsámolyos felfüggesztése és négy nagy futógörgője jó mozgékonyságot biztosít. Szeptember 8-án a bizottság kijelentette, hogy nincs akadálya a sorozatgyártásnak; augusztus 25-én a prototípust bemutatták a Commission de l'Infanterie-nak kiértékelésre Mourmelon-nál. A gyalogság kedvelte a típust, majd minden gyártókapacitást a hosszabb Lorraine 37L típus gyártására használtak, mivel nem rendelkeztek nehezebb vontatókkal; az első száz darabra az 1939-es év elején adták le a megrendelést.
1937. november 3-án a Hotchkiss bemutatta vontató prototípusát, december 10-én pedig annak utánfutóját. Mindkét eszközt, habár a gyártó még nem is tesztelte őket, elkészülésük után átszállították Vincennes-be. Emiatt a bizottság december 27-ig elhalasztotta a csapatpróbákat, hogy a Hotchkiss elvégezhesse a végső beállításokat. A vontatót 1938. február 10-ig tesztelték. A típus nagyon hasonlított a Renault UE kivitelére. A fő különbség a tárolórekeszből adódott, ugyanis ezen a járművön nem egy, hanem kettő volt, melyeket oldalirányba is lehetett billenteni. A tárolók megduplázták a szállítókapacitást. A két kicsi fejvéd helyett két igen nagy páncélozott tető borította a jármű tetejét, melyeket hátra lehetett húzni. A motort, differenciált és a kormányművet elfogadhatónak ítélték. A felfüggesztési rendszert, habár igen gyengének bizonyult, nem erősítették meg, hogy megfeleljen a nagyobb szállítókapacitáshoz. A rendszer oldalanként két forgózsámolyból, zsámolyonként két kicsi futógörgőből állt, melyeket keskeny vízszintes tekercsrugók függesztettek fel. A terepsebesség csak 15 km/h volt. A tesztek során a teljesen megrakott jármű forgózsámolyai szétestek, így a prototípust elutasították.
A Fogua repülőgép társaság 1939. február 2-án állt elő vontató és utánfutó prototípusával. Ezeket május 8-ig tesztelték. Ez a jármű is erősen hasonlított a Renault UE-re, de teteje magasabb volt, így a fejvédekre nem volt szükség, ezen felül még a küzdőteret is nagyobbá tette. Felfüggesztése oldalanként két forgózsámolyból, azok pedig két futógörgőből álltak, laprugókkal felfüggesztve. A típus azonban későn érkezett, mivel már kiválasztották a rivális típusát, ezen kívül pedig el is utasították, mert mechanikai részei nehezen hozzáférhetők voltak és vibrációs szintje is túl magas volt.
A Berliet 1936. december 4-én kapott megrendelést egy prototípusra. A vontató és az utánfutó csak 1939. március 6-án került bemutatásra a Commission de Vincennes-nek, így a próbákat azonnal el is kezdték. Ez a típus is nagyon hasonlított a Renault UE vontatóra, de annál valamivel magasabb volt. Oldalanként három forgózsámolya, és zsámolyonként két futógörgője volt, vízszintes tekercsrugókkal felfüggesztve. Súlya 3,05 tonna, végsebessége 36 km/h, hatótávolsága 143 kilométer. A bizottság első jelentései bizakodóak voltak, így a próbákat április 24-én folytatták, egészen május 20-ig. A próbákon kiderült, hogy maximálisan elérhető sebessége utánfutó vontatása közben 30 km/h. A bizottság június 8-án kihirdette, hogy a Berliet vontatója gyorsabb, hatótávolsága nagyobb és mechanikailag megbízhatóbb, mint a Renault UE, a sorozatgyártásnak akadályát nem látták. Ennek ellenére a hadsereg elutasította a vontatót, mivel egy típus gyártására akartak koncentrálni, amely már leváltotta az UE vontatót: a Renault UE2.
A Renault 1931-től foglalkozott a Renault UE továbbfejlesztésével. Néhány új tulajdonság már az aktuális sorozatgyártott típusokon is megjelent, néhány új prototípusok létrehozását eredményezte; egyes tulajdonságok azonban papíron maradtak. A Renault mindig erősen lobbizott, hogy hivatalos, állami, így finanszírozott megrendelésekhez jusson, majd 1934. december 20-án megkapta a Renault UE továbbfejlesztésének megrendelését. 1935 és 1936 folyamán egyik továbbfejlesztett komponenst a másik után mutatták be a Commission de Vincennes-nek, hogy a hadsereg követelményeinek megfelelően módosíthassák azokat a tesztelések után. Ezek a következők voltak: megerősített dugattyúk, egy új sebességváltó négy előre és egy hátra sebességgel, megerősített differenciál, hosszabb elülső sárhányók, félautomata kapcsolórendszer az utánfutóhoz és egy éjszakai világítás a jármű hátuljának bal alsó részén. Ezek a változtatások nem voltak igazán alapvetőek – a bizottság attól tartott, hogy egy teljesen új jármű jön majd létre – de a Renault ezt a tényt arra használta, hogy az UE2-est válasszák majd az UE leváltására: a továbbfejlesztéseket be tudták anélkül vezetni, hogy a sorozatgyártást megzavarták volna, mivel egy teljesen új tervezet az újrafegyverkezési folyamat végzetes késleltetését eredményezte volna. Ez az érv nagyon hatásosnak bizonyult, így a hadsereg 1937 novemberében a Renault UE2 vontatót választotta ki a sorozatgyártásra, melynek ezután hivatalos neve a Chenillette de ravitaillement d'Infanterie Modèle 1937 R lett. December 3-án érkezett az első megrendelés az AMX-hez - egy korábbi Renault gyár, melyet államosítottak. Más gyártókat is bevontak: a Fogua december 2-án kapta a megrendelést, a Berliet pedig 1938. március 16-án.
Ezek a gyártók nem kezdték azonnal a Modèle 37 gyártását, először a Modèle 31 típusra leadott megrendeléseket teljesítették, majd 1939 nyarán, mikor a francia gazdaság teljes gőzzel ráállt a hadigyártásra, kezdték a Renault UE2 típus gyártását. 1939. szeptember 1-jére 2848 darab Renault UE készült a két típusból összesen. 1940-re havi 300 jármű gyártását tűzték ki célul. Ennek érdekében a Renault Pontlieue-ben megvette a SUP gyárat, hogy itt is egy UE2 összeszerelősort indíthasson. 1940. április 1-jén az AMX 1080 darab, a Fogua 260 darab és a Berliet 310 darab Renault UE 2 vontatót gyártott. Májusra a havi szállítás elérte az 509 darabot; június 1-jére már összesen 4977 darab chenillette készült el, ebből 4557-et adtak át.

## Felfegyverzett Renault Chenillettek
Az 1930-as évek elején a francia lovasságnak szüksége volt egy kis méretű felderítő járműre. 1931. november 27-én a Section Technique de la Cavalerie megbízta a Renault céget, hogy építse át az egyik chenillette prototípusát egy felfegyverzett kisharckocsivá. 1932 telén a 77982-es számú prototípusból így született meg a Automitrailleuse légère de contact tout terrain nevű jármű, melyre egy téglalap alakú felépítményt készítettek, ebbe pedig egy géppuskát helyeztek, amit a parancsnok kezelt. Ezt a típust a lovasság elutasította, mivel túl lassúnak találták; habár a jármű további fejlesztésével sikerült létrehozni az AMR 33 könnyű lovassági harckocsit, amely lényegében a Renault UE közvetlen leszármazottja volt.
A Renault mindig is érdekelt volt a külföldi megrendelésekben, de különösebb eredményeket nem ért el. Annak érdekében, hogy vonzóbbá tegye a Renault UE vontatót, előállt egy géppuskával felszerelt változattal. 1936 márciusában a kínai kormány tíz darab géppuskás UE vontatót rendelt 12 darab Renault ZB harckocsi mellett. Habár a harckocsik 1940-ben megérkeztek Kínába, a chenillettek 1938-ban japán nyomásra Haiphongban ragadtak, majd 1940-ben az Indo-Kínában lévő francia hatóságok kezére kerültek. Ezekkel az export járművekkel együtt a Franciaországban legyártott Renault UE vontatók összmennyisége 5158 darab volt.
Az 1940 májusában kezdődött franciaországi csata alatt parancsba adták, hogy minden elérhető lánctalpas járművet fegyverezzenek fel és küldjenek a frontra. Ebbe beletartoztak az elérhető Renault FT–17-es páncéltestek, melyekről eltávolították a tornyot, majd szállítójárműként használtak fel. Május 25-én a Direction d'Infanterie megbízta a Renault-t egy géppuskával felszerelt Renault UE prototípus elkészítésével. Ezen kívül 200 meglévő járművet elláttak külső MAC 31 „Reibel” géppuskafoglalattal.
Május 31-én tesztelési céllal egy 25 mm-es Hotchkiss löveget erősítettek fel egy vontatóra; ebből az egyfajta páncélvadászból június 10-én 150 darabot rendeltek, de a háború kimenetele miatt egy darab sem készült el.

## Şeniletă Malaxa Tip UE
1937-ben a Román Királyság Franciaország szövetségeseként megvásárolt 10 darab UE vontatót, melyekkel együtt a gyártási jogot is megszerezte. Az 1939-es év végén megindult a sorozatgyártás a bukaresti Malaxa gyárban Şeniletă Malaxa Tip UE jelölés alatt. A gyártás során nagy mennyiségben használtak a francia AMX gyártól rendelt alkatrészt. A román UE vontatók külsőre megegyeztek a francia UE2 típussal. Eredetileg 300 darab legyártását tervezték, de 1941 márciusában, 126 legyártott jármű után alkatrészhiány miatt befejezték a gyártást. Ezután Németország 50 darab zsákmányolt UE vontatót szállított Romániának. A román hadseregben a járművet a páncélelhárító századoknál a 47 mm-es Schneider Modèle 1936 vontatására - a francia hadseregnél a járművet túl gyengének találták, hogy 47 mm-es kaliberű lövegeket vontasson -, a gépesített lovasezredeknél lőszer és üzemanyag vontatására használták. 1943 után a megmaradt 50 járműből 33-at kiképzési célokra használtak; 17-et 1944-ben januártól márciusig újjáépítettek és megerősítettek a Malaxa gyárban, hogy képesek legyenek vontatni a nehezebb német 5 cm-es PaK 38 páncéltörő löveget. A román járművekkel együtt összesen 5294 darab Renault UE készült.

## Projektek
A hat Renault UE prototípus egyikét gumilánctalppal látták el; 1932-ben ezt a megoldást továbbfejlesztve jutottak el a Renault UE Neige („hó”) vagy Renault UE N típushoz. A típust széles gumilánctalppal és robusztus felfüggesztéssel építették, meghajtásáról egy erősebb hathengeres motor gondoskodott.
A harmincas évek közepén a Chaubeyre egy füstszóró jármű prototípust készített. A generátor egy ezer literes tartályt használt, melyet a Renault UK utánfutón helyeztek el. A rendszert a parancsnoki pozícióból lehetett irányítani.
Az 1937-es nagyobb megrendelések után mind az AMX, mind a Renault tervezőiroda, melyeket még nem államosítottak, megpróbált újabb módosításokat bevezetni, mellyel a sorozatgyártott modelleket fejlesztették volna. Néhányat ezek közül bevezettek az UE2-nél, de ezek csak kisebb változtatások voltak; ezek mellett sokkal nagyobb volumenű fejlesztéseket is próbáltak, melyekkel a felfüggesztés szerkezeti problémáit akarták orvosolni. Ez volt annak az oka, hogy a Berliet és a Fouga is előállt chenillette projektjeivel, jóval az után, hogy a hadsereg már elfogadta a Renault UE2 vontatót; abban bíztak, hogy problémái miatt egy az egyben kivonják a Renault UE típust. Annak érdekében, hogy azonnal előállhassanak egy alternatívával, az AMX és a Renault kifejlesztette az erősebb felfüggesztési rendszert.
1938 februárjában a Renault bemutatta erősebb lánctalpjait és sokkal ellenállóbb futógörgőit egy fejlesztett berendezéssel együtt, amely a tengelyek vízállóságát biztosította. Ezeket február 12-től július 6-ig, majd ismételten szeptember 21-től november 21-ig vizsgálták.
1938-ban egy meghosszabbított chenillette prototípust mutatott be a Renault. Felfüggesztése a lánctalpak talajnyomásának csökkentése érdekében oldalanként négy forgózsámolyból állt, ezen felül pedig ellátták még egy harmadik láncvisszavezető görgővel is. Súlycsökkentés érdekében a laprugók lapjainak számát hatról háromra csökkentették. A lánctalpak hossza is megnövekedett, 131 láncszemről 156 láncszemre. A tárolót meghosszabbították 72 centiméterre, de szélességét 123 centiméterre csökkentették. Belülre egy új centrifugális ventilátort szereltek. A jármű teljes hossza elérte a 335 centimétert, súlya a 3,67 tonnát. A próbákat 1938. július 13. és 1939. február 8. között végezték; ezalatt a járművet tovább módosították. A csúcssebesség utánfutó nélkül 32,7 km/h csökkent, az árokáthidalóképesség 160 centiméterre nőtt. Mivel a légbeszívónyílások magasabbra kerültek a gázlóképesség 45 centiméterre nőtt. Ezen fejlődések ellenére a fő cél, a felfüggesztés megbízhatóságának javítása nem sikerült. A lánctalpak leestek, a láncvezetők elgörbültek, a rugók eltörtek és teljes forgózsámolyok estek szét, csakúgy, mint a szériamodellek esetében.
1938. november 22-én az AMX bemutatta új lánctalpját, melyet csak a próbajármű jobb oldalára helyeztek fel a közvetlen összehasonlíthatóság érdekében. 1500 kilométer után az eredeti lánctalp elhasználódott, így az AMX lánctalpját egy második járműre szerelték; 1939. január 9-én folytatták a próbákat, majd március 21-én nem sokkal a 3700. megtett kilométer után szakadt el. A bizottság megállapította, hogy az új típus egyértelműen tartósabb a réginél, de ez annak köszönhető, hogy krómacélból készült, ami 70%-kal drágább, így túl költséges a francia hadseregnek.
1939. szeptember 27-én az AMX bemutatta új felfüggesztési rendszerét. Hasonló volt a Renault R35 felfüggesztéséhez, oldalanként két forgózsámoly, vízszintes rugók és öt futógörgő. A prototípust ellátták még egy új Chausson hűtővel és kényelmesebb ülésekkel. Az új típust nem tesztelték azonnal, csak miután a Renault is bemutatta új prototípusát, melyet hét futógörgővel láttak el. A két prototípust 1940. február 7. és 23. között próbálták. Megmutatkozott, hogy az AMX felfüggesztése habár erősebb volt, negatívan befolyásolta a teljesítményt: a sebesség és a hatótávolság 15%-kal csökkent, főleg az elégtelen súlyelosztásnak köszönhetően. Az új ülések, habár sokkal kényelmesebbek voltak, egyben sokkal magasabbak is, így egy normál méretű katona képtelen volt felzárni a fejvédet. A Renault által bemutatott új felfüggesztési rendszer nem mutatott előrelépést a régivel szemben, így mindkét prototípust elutasították.

## Harctéri alkalmazás
A Renault UE vontatót a második világháború elején a francia hadsereg, majd Franciaország bukását követően a Wehrmacht használta, emellett kis számban alkalmazták a Szabad Francia Erők és a román erők is.

### A francia hadseregben

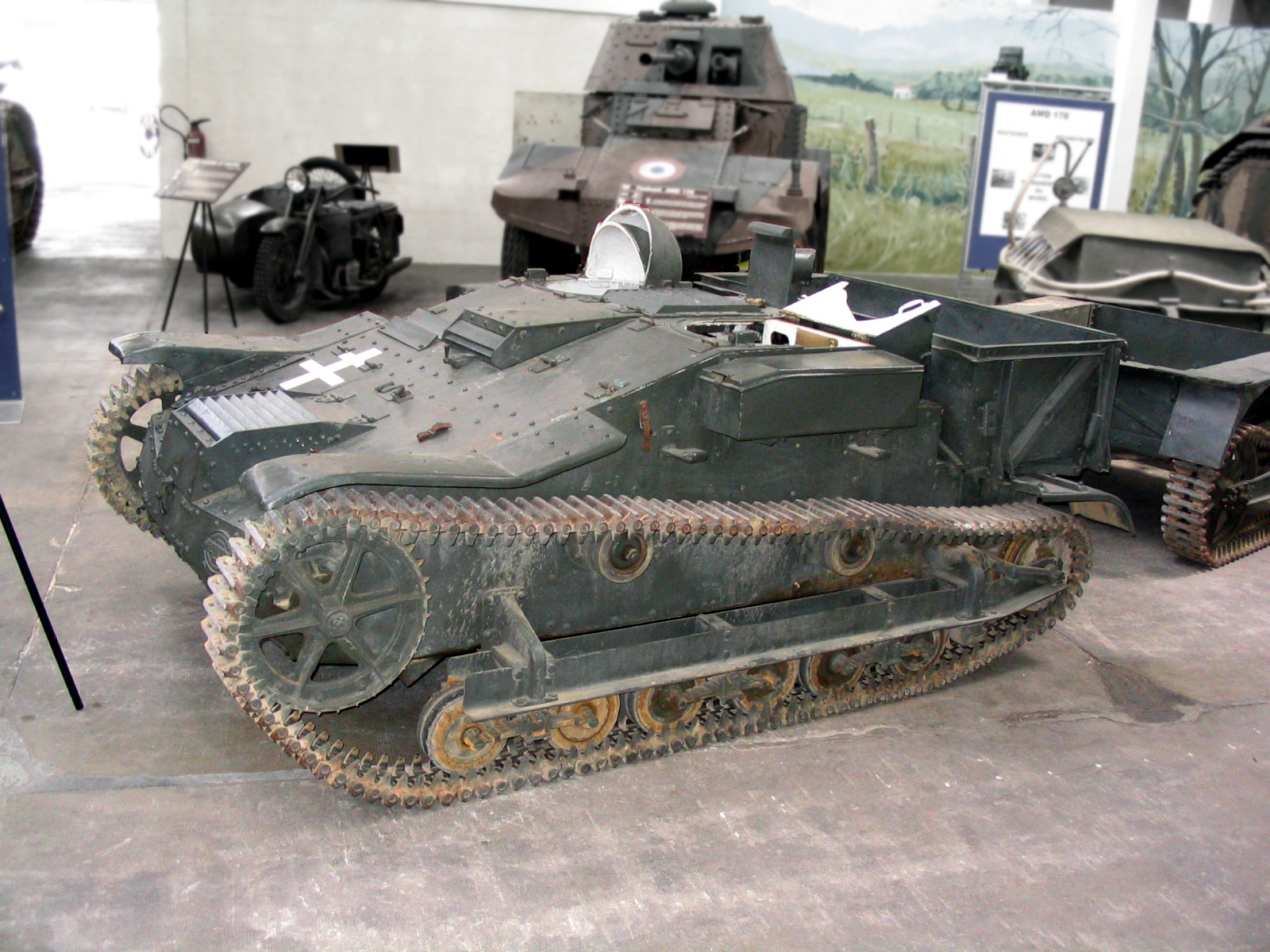
UE2 a Musée des Blindés-ben

A chenilletteket főleg a szabványos gyalogos ezredekhez rendelték, az elsőket 1932. szeptember 10-én. A Compagnie Hors Rang hat vontatóval rendelkezett, három pedig a Compagnie Régimentaire d'Engins-hez, az ezredszintű nehézfegyverzetű támogató századhoz. Hivatalosan fő feladatuk a frontvonalon harcoló egységek lőszerrel és egyéb szükséges ellátmánnyal való ellátása volt, akár tüzérségi tűz alatt is. Könnyű páncélzatuk elégséges volt a repeszek és kézifegyver lövedékek megállítására több, mint 300 méteres távolságból. A Renault UE hozzávetőleg 1000 kilogramm ellátmányt tudott szállítani vagy vontatni; ez 350 kilogrammnyi rakomány a tárolóban és 600 kilogrammnyi az utánfutón. A rakomány általában 81 mm-es aknagránátok a Brandt aknavetőkhöz, 25 mm-es lövedékek a Hotchkiss páncéltörő löveghez vagy puska és géppuskatöltények volt. Ha a járművel vontattak, azt egy sárga háromszög kiemelésével jelezték a tetőn. A járművek többségét matt bronzzöld színűre festették, és nem alkalmazták a francia járművekre jellemző három-négy színösszetételű kamuflázst. A legelőrébb lévő pozíciókat csak a vontatókkal közelítették meg, utánfutó nélkül; tárolójuk, kis mérete ellenére 150 darab 25 milliméteres lövedéket vagy 2688 darab géppuskatöltényt is befogadhatott. Az aknavetős és géppuskák osztagok 1000 méternél kisebb távolságon belül maguk mozgatták fegyverüket, azon túl már két UE vontató segítségével mozogtak. A 25 milliméteres löveget a jármű vontathatta is. Mivel a járművek ahhoz túl kicsik voltak, hogy a kezelőszemélyzetet is szállítsák, így ők a jármű mögött haladtak gyalogosan; ilyenkor a fegyver parancsnoka ült a vezető mellett és jelölte ki számára a kívánt célterületet. A vontatókat sosem sorolták önálló fegyverrendszerekhez; például minden 25 milliméteres lövegnek megvolt a maga saját lovascsapata a vontatáshoz és szállításhoz. Hosszabb távon való szállításhoz a chenilletteket teherautók hátulján szállították a Renault UK utánfutóval együtt és (jobb utakon) lehetőség volt még egy aknavető vagy ágyú vontatására is. A nagyobb utánfutókat hivatalosan soha nem szállították így, mivel kevés volt belőlük, csak minden negyedik vontatóra jutott egy.
Minden gyalogosezred összesen kilenc Renault UE vontatóval rendelkezett, a Compagnie Divisionnaire Antichar (CDAC), a hadosztály-szintű páncéltörő század is rendelkezett hárommal, így egy gyalogoshadosztályban összesen 30 vontató szerepelt.
A gépesített gyalogoshadosztályokban nagyobb mennyiségben alkalmazták a Renault UE vontatókat. Compagnies Divisionnaires Antichar századuk tizenkettővel rendelkezett, így minden lövegüknek volt saját vontatója. CRE századuk hat vontatóval, zászlóaljuk és Compagnies d'Accompagnement századuk pedig kettővel, a két Brandt aknavető és a két 25 milliméteres löveg kiszolgálásához. A gépesített gyalogosezred 18 chenillettel bírt, így összesen 66 darabbal. Ezek a hivatalos számok, de aktuálisan változhattak az alkalmazott fegyverzettől is, mivel mikor a 25 milliméteres lövegeket 47 milliméteresre cserélték, a chenilletteket túl gyengének tartották a vontatásukhoz. 1940. május 10-én 1278 darab Renault UE volt raktáron.
Fegyvertelen jármű lévén a Vichy-Franciaország alkalmazhatta a járműveket. A típus különféle háborús konfliktusokban is jelen volt a francia kolóniákon, használták mind a kormányerők, mind a Szabad Franciák; a D-Day után néhány vontatót reguláris és irreguláris erők is bevetették Franciaországban. A háború után néhány egység még pár évig használta a típust. Néhány járművet eljuttattak a szír hadseregnek is.

### A Wehrmacht haderejében

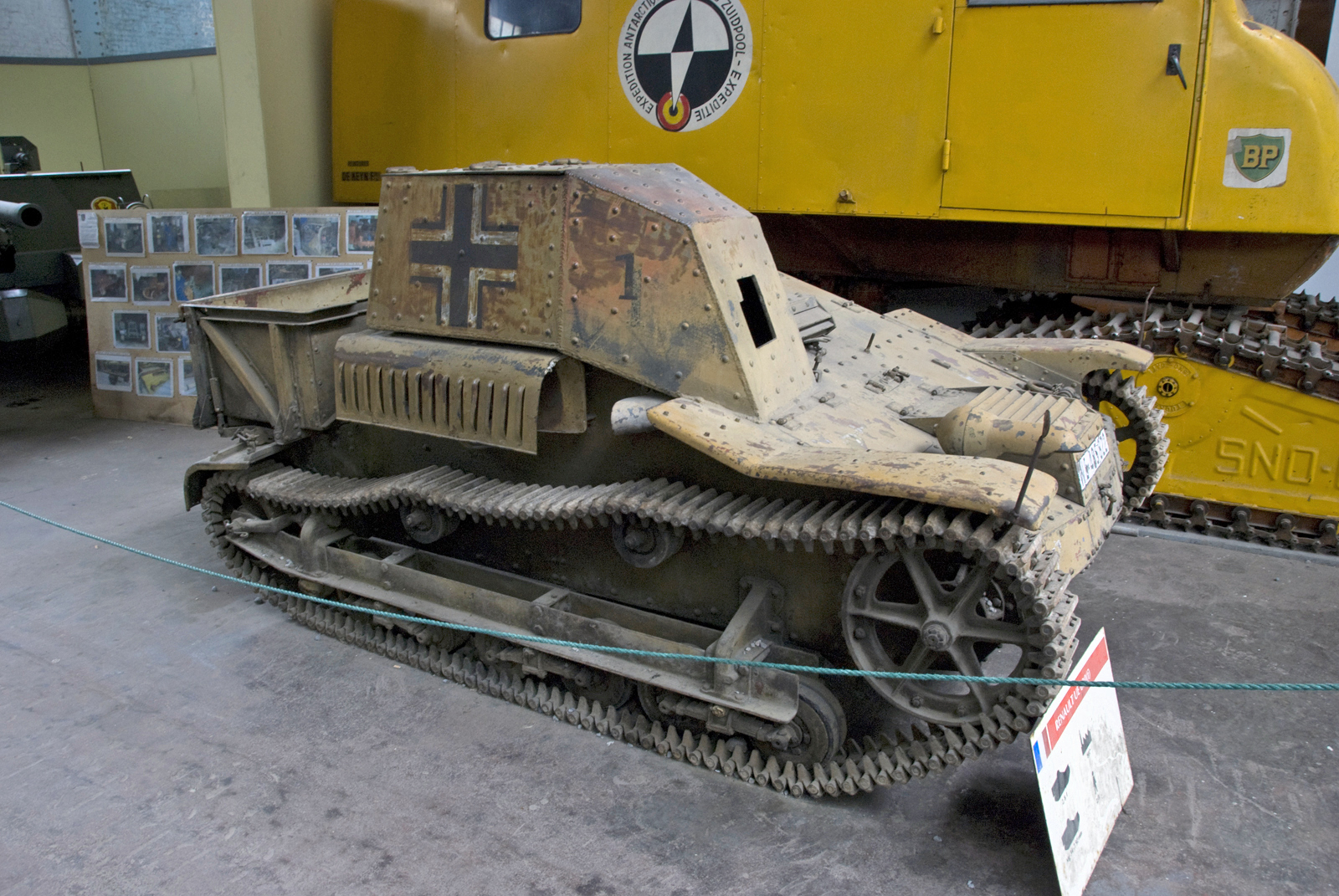
Egy Gepanzerte-MG-Träger Renault UE(f). Ez a Brüsszelben kiállított jármű még az „eredeti” német színeit viseli

Franciaország bukása után nagyjából 3000 darab UE és UE2 került német kezekbe.
- Munitionsschlepper Renault UE(f) – Legtöbbjüket módosítás nélkül rendszeresítették, majd miután az AMX gyárban nagyjavításra kerültek a német MAN cég felügyelete alatt, a 3,7 cm-es, 5 cm-es és még a 7,5 cm-es és 7,62 cm-es páncéltörő lövegek vontatójaként kerültek alkalmazásra, bár olykor könnyű és nehéz gyalogsági lövegeket is vontattak velük.
- Munitionsschlepper Renault UE(f) – Eredeti lőszerszállító feladatkörben is használták, némelyiknek páncélozott tetővel szerelték fel tárolóját, hogy megvédjék a benne szállított lőszert a repeszektől.
- Selbstfahrlafette für 3.7 cm Pak36 auf Renault UE(f) – A chenilletteket önjáró lövegekké is átalakították: a német 3,7 cm-es PaK 35/36-os páncéltörő löveget közvetlenül a tárolórekesz elé helyezték. Mivel nem volt hely a kezelőszemélyzet számára, ők a jármű mögött állva kezelték a löveget. A járműből nagyjából 700 darab készült 1941-ben.[1]
- Selbstfahrlafette für 28/32 cm Wurfrahmen auf Infanterie-Schlepper UE(f) – 1943-ban egy kései változat készült négy darab 28/32 cm-es Wurfrahmen 40 rakétával felfegyverezve, melyből negyven darab készült két változatban, az egyiknél az indítókereteket a páncéltest oldalain, a másiknál egy megemelt platformon a jármű hátulján helyezték el.
- Mannschaftstransportwagen Renault UE(f) – két alváltozatban gyártott páncélozott szállító jármű
- Gepanzerte-MG-Träger Renault UE(f) –szabványos Renault UE géppuskával felszerelve, melyet egy felépítményben helyeztek el a parancsnok ülése fölött
- Schneeschleuder auf Renault UE(f) – hótoló jármű, melyből 50 darabot készítettek 1942-ben
- Schneefräser auf Renault UE(f) – hómaró, melyet a keleti frontra terveztek havas körülményekhez felkészítve
- Fernmeldekabel-Kraftwagen Renault UE(f) – telefonkábel-fektető jármű
- Panzerkampfwagen-Attrappe auf UE(f) – szovjet T–34-re hasonlító álcaharckocsi
- Sicherungsfahrzeug UE(f) – Repülőtéri biztosító harcjármű, amelyet a Luftwaffe gyártott. A járművet jobb oldalon egy kazamatával látták el, benne egy MG 34-es géppuskával, hátulra pedig egy magas páncélozott felépítményt helyeztek, ahová egy katona ülhetett, aki egy 13 milliméteres géppuskát kezelt
- Kleiner Funk- und Beobachtungspanzer auf Infanterie-Schlepper UE(f) – Speciális rádiós és tüzérségi megfigyelő jármű, melyből negyven darab készült és a Beck-Baukommando készített Franciaországban a 21. Panzer Division számára.

### Az olasz hadseregben
Németország a háború előrehaladtával szövetségeseinek is szállított a járműből, köztük az Olasz Királyságnak. Az olasz hadsereg 64 darab UE és UE2 vontatót kapott 1941-ben, melyeket lőszerszállító járműnek használt. Egy részüket Szicíliában használták, ahol az 1943-as szövetséges invázió folyamán többet is zsákmányoltak az amerikaiak.

### A Magyar Királyi Honvédség alkalmazásában
A német hadizsákmányból a magyar honvédség 1942-1943-ban kapott néhány UE vontatót. A kisszámú (4-5 darab) páncélozott harcjárművet a magyar alakulatok vontatóként alkalmazták.

### A lengyelek használatában
A lengyel 1. és 2. gránátos gyalogos hadosztály, melyet 1939-40-ben állítottak fel Franciaországban, kapott a Renault UE2 vontatókból. A lengyel önálló hegyidandár is rendelkezett UE2 vontatókkal. 17 darab jármű, melyet a lengyel önálló hegyidandár vitt volna magával Finnországba, Nagy-Britanniába kötött ki, miután küldetésüket törölték. Nagy-Britanniában a Perth Reconnaissance Battalion, majd vezetőképzésre a lengyel 3/16. harckocsizódandár használta őket.

### Thaiföld használatában
A Királyi Thai hadsereg zsákmányolt néhányat a francia-thai háború során.

## Rendszeresítő országok
- Franciaország
- Harmadik Birodalom
- Magyar Királyság
- Olasz Királyság
- Román Királyság
- Thaiföld

## Fordítás
- Ez a szócikk részben vagy egészben  a   Renault UE Chenillette című angol Wikipédia-szócikk ezen változatának fordításán alapul.  Az eredeti cikk szerkesztőit annak laptörténete sorolja fel. Ez a jelzés csupán a megfogalmazás eredetét és a szerzői jogokat jelzi, nem szolgál a cikkben szereplő információk forrásmegjelöléseként.